# Werner Feilchenfeld
Werner Feilchenfeld (* 29. April 1895 in Berlin; † 1985) war ein deutsch-US-amerikanischer Wirtschaftsberater, Geschäftsmann und Jurist.

## Leben
Der Vater Hugo Feilchenfeld (1866–1952) war Sanitätsrat. Werner Feilchenfeld nahm von 1914 bis 1918 als Soldat am Ersten Weltkrieg teil und studierte danach Jura und Politik in Würzburg mit der Promotion 1920 (Dissertation: Zur Reform des bayerischen Judenediktes). Ab 1919 arbeitete er zunächst als wissenschaftlicher Assistent und am Ende als Syndikus der Industrie- und Handelskammer in Berlin. Er verfasste in dieser Zeit Jahres- und Wochenberichte zur deutschen Wirtschaft. Im März 1933 wurde er, da er Jude war, nach der Machtergreifung der Nationalsozialisten entlassen. Ebenfalls 1933 verlor er seine Aufsichtsratsposten im Seidenhaus Michels & Cie. in Berlin und bei der Baufirma Bodengesellschaft AG Haberland. Er wanderte im Dezember 1934 nach Palästina aus und gründete 1935 die Palestine Building Corporation in Tel Aviv, die ehemalige jüdische Angestellte der Haberland AG anstellte. Außerdem übernahm er die Leitung der Treuhandgesellschaft (Haavara Trust and Transfer Ltd., Tel Aviv) im Rahmen des Ha’avara-Abkommens, das es jüdischen Auswanderern aus Deutschland ermöglichte einen Teil ihres Vermögens nach Palästina zu transferieren. Von 1936 bis 1940 war er deren Generaldirektor. Er reiste in dieser Funktion viel in Deutschland und auch in der Tschechoslowakei, Polen und Ungarn für die Jewish Agency, um ähnliche Abkommen zu treffen.
Von 1940 bis 1947 war er Geschäftsführer der Metal Buttons Ltd. in Tel Aviv und von 1945 bis 1948 Präsident der Export Union of Palestine. In letzterer Funktion reiste er viel in den USA und Europa, um Importe von Produkten aus Palästina zu fördern. 1948 war er Gründer und Vizepräsident des Service for Israel in New York und Tel Aviv und er beriet den neu gegründeten Staat Israel in Wirtschaftsfragen. 1951 zog er in die USA und war dort selbständiger Wirtschaftsberater. Im Ruhestand lebte er in New York und Florida.
1941 heiratete er Lilo Goldblum aus Witten. Er hatte eine Villa auf Schwanenwerder, die er bei seiner Emigration an seine Nachbarn Alfred Gugenheim und die Ehefrau des Landgerichtsrats Herbert Gidion verkaufte.

## Schriften
- Steuerhandbuch 1925
- Jüdische Handelspolitik durch Transfervereinbarungen mit zentral- und osteuropäischen Ländern, 1938 (auch ins Hebräische und Englische übersetzt)
- Five Years of Jewish Emigration from Germany and Haavara-Transfer 1933–1939, 1938 (auch ins Hebräische übersetzt)
- mit anderen: Haavara Transfer nach Palästina und Einwanderung deutscher Juden, 1972